# 錫利鎮區 (北達科他州洛根縣)
錫利鎮區（英語：Sealy Township）是位於美國北達科他州洛根縣的一個鎮區。

## 地方資料
錫利鎮區的面積為94.59平方千米，當中陸地面積為94.17平方千米，而水域面積為0.42平方千米。根據2020年美國人口普查的數據，當地共有人口30人，而人口密度為每平方千米0.32人。